# Lekermeer
Lekermeer is een buurtschap in de gemeente Medemblik, in de Nederlandse provincie Noord-Holland. Lekermeer wordt soms ook wel als Leekermeer geschreven.
Lekermeer is gelegen net ten zuiden van het dorp Wognum, tussen de buurtschappen Zomerdijk en Baarsdorpermeer in. De plaatsnaam komt in 1745 voor als Bedyckte Leeck. De plaatsnaam verwijst naar het water dat door het gebied van Lekermeer loopt, De Leek, een oorspronkelijke zijtak van de Kromme Leek. Dit water had lang een vrije loop totdat het bedijkt werd. In het gebied ontstond zo vaste bewoning. Uiteindelijk veranderde de naam naar Lekermeer als verwijzing naar de oorspronkelijke staat van het gebied.
De bewoning is in Lekermeer vooral agrarisch.
Formeel valt de plaats onder het dorp Wognum. Het behoorde dan ook tot de gemeente Wognum, die zelf per 1 januari 2007 opging in de fusiegemeente Medemblik.

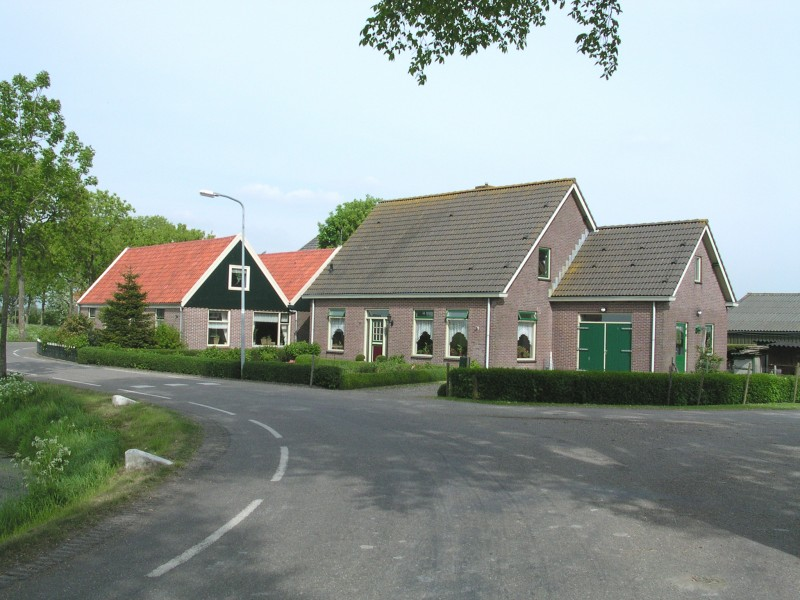
Lekermeer
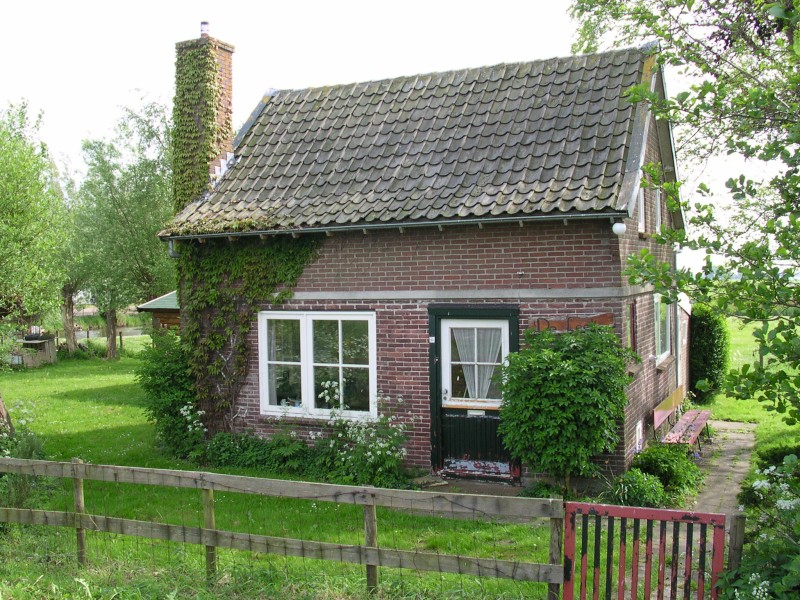
Het huisje De Leek

Stad: Medemblik

Dorpen: Abbekerk · Andijk · Benningbroek · Hauwert · Lambertschaag · Midwoud · Nibbixwoud · Onderdijk · Oostwoud · Opperdoes · Sijbekarspel · Twisk · Wadway (deels) · Wervershoof · Wognum · Zwaagdijk (Zwaagdijk-Oost en Zwaagdijk-West)

Buurtschappen: Bangert · Bennemeer · Broerdijk · De Buurt · Het Hoogeland · Kerkbuurt · Koppershorn · Lekermeer · Munnikij · 't Slot · Veldhuis · Het Westeinde · Wijzend · Zomerdijk

Noord-Holland: Steden en dorpen in Noord-Holland      Nederland: Provincies · Gemeenten